# Личный чемпионат СССР по шахматной композиции 1985
Чемпионат СССР по шахматной композиции 1985 — 16-й личный чемпионат.
Полуфинал — 699 композиций 96 авторов, опубликованных в 1981—1982. 
Главный судья — Загоруйко.

## Двухходовки
Полуфинал — 250 задач 48 авторов. Финал — 56 задач 15 авторов.
Судья — А. Лобусов. 
1. В. Чепижный — 44 балла; 

2. В. Руденко — 42; 

3. В. Шаньшин — 41; 

4—5. В. Лукьянов и Ю. Сушков — по 40; 

6. А. Кузовков — 39; 

7. Г. Святов — 38; 

8. Д. Банный — 37; 

9—10. Ю. Вахлаков и Я. Россомахо — по 36; 

11—12. Е. Богданов и В. Мельниченко — по 35; 

13. В. Копаев — 34; 

14. В. Гебельт — 34; 

15. В. Андреев — 28. 
Лучшая композиция — Руденко и Чепижный.

## Трёхходовки
Полуфинал — 190 задач 40 авторов. Финал — 37 задач 13 авторов. 
Судья — В. Сычов.
1. А. Кузовков — 51 балл; 

2. В. Руденко — 47; 

3. А. Лобусов — 42; 

4. Я. Владимиров — 42; 

5. А. Гуляев — 39; 

6. Ф. Давиденко — 38; 

7. B. Капуста — 36; 

8—9. В. Карпов и М. Марандюк — по 35; 

10. С. Пугачёв — 35; 

11. В. Копаев — 34; 

12. В. Чепижный — 25; 

13. Л. Капуста — 14. 
Лучшие композиции — В. и Л. Капуста; Кузовков; Руденко и Чепижный.

## Многоходовки
Полуфинал — 102 задачи 28 авторов. Финал — 39 задач 14 авторов. 
Судья — А. Феоктистов. 
1. А. Кузовков — 45 баллов; 

2—3. Я. Владимиров и И. Крихели — по 44; 

4. В. Руденко — 43; 

5—6. М. Кузнецов и М. Марандюк — по 40; 

7. А. Попандопуло — 37; 

8. Б. Гельпернас — 30; 

9. О. Ефросинин — 29; 

10. А. Копнин — 26; 

11. В. Андреев — 24; 

12. Гебельт — 11; 

13—14. Ю. Антонов и Ю. Горбатенко — по 10. 
Лучшие композиции — Кузовков и Руденко.

## Этюды
Полуфинал — 157 этюдов 30 авторов. Финал — 52 этюда 15 авторов.
Судья — А. Максимовских. 
1. Д. Гургенидзе — 50 баллов; 

2. Н. Кралин — 46; 

3. М. Зинар — 44; 

4. Базлов — 44; 

5. А. Фроловский — 40; 

6. А. Копнин — 39; 

7. Каландадзе — 35; 

8. Белявский — 34; 

9. Крихели — 34; 

10. Кацнельсон — 33; 

11—12. Митрофанов и Разуменко — по 32; 

13. Неидзе — 29; 

14. Надареишвили — 23; 

15. Ю. Акобия — 17.
Лучшая композиция — Гургенидзе.